# Lago di Urmia
Il lago di Urmia (in persiano دریاچه ارومیه‎) è un lago salato endoreico situato tra le province iraniane dell'Azerbaigian Orientale e dell'Azerbaigian Occidentale, a occidente del Mar Caspio, a rischio di scomparsa per prosciugamento progressivo. Il lago di Urmia è stato dichiarato dall'UNESCO riserva della biosfera nel 1976.

## Storia e geografia
È il maggiore dei laghi interni dell'Iran, con una superficie di circa 5200 km². Nel periodo di piena misura circa 140 km in lunghezza e 55 km in larghezza, ed ha una profondità massima di 16 m. Presentava un'isola, ma il calo delle acque l'ha oggi unita alla terraferma; per lo stesso motivo sono sorte isole prima non esistenti.
Il lago prende il nome dalla città di Urmia, che in siriaco significava città dell'acqua. Fu rinominato "lago Reżāiye" (in persiano دریاچه رضائیه‎) in onore di Reza Pahlavi nei primi anni 1930, ma riprese il vecchio nome negli anni 1970. In persiano antico il suo nome era Chichast. Era, con il lago di Van e il lago Sevan, uno dei cosiddetti mari dell'Armenia. 
Il lago è punteggiato da più di cento piccole isole rocciose, sulle quali fanno sosta diverse specie di uccelli migratori (fenicotteri, pellicani, spatole, ibis, cicogne, volpoche, avocette, cavalieri d'Italia, gabbiani). Sull'isola di Shahi è sepolto Hulagu Khan, nipote di Gengis Khan e conquistatore di Baghdad. L'elevata salinità impedisce che nel lago vivano pesci. La maggior parte del lago è parco nazionale. 
Il lago separa due delle più importanti città della regione, Tabriz e Urmia, perciò fin dagli anni 1970 fu avviato un progetto di costruzione di un ponte; il progetto, abbandonato dopo la rivoluzione iraniana, è stato ripreso recentemente. 
A causa del tasso di evaporazione elevato (da 600 mm a 1000 mm all'anno), il lago di Urmia è in continua fase di restringimento.
Alla fine del 2017, il lago si era ridotto al 10% delle sue dimensioni precedenti (e a 1/60 del volume d'acqua nel 1998) a causa della persistente siccità generale in Iran, ma anche dello sbarramento dei fiumi locali che vi sfociano e del pompaggio delle acque sotterranee del territorio circostante. Questo periodo di siccità è stato interrotto nel 2019 e il lago ora si sta riempiendo di nuovo grazie all'aumento delle piogge e alla deviazione dell'acqua dal fiume Zab.
Le sue acque sono considerate curative, specialmente contro i reumatismi.